# Tuberculiformia
Tuberculiformia is een geslacht van wantsen uit de familie van de Alydidae (Kromsprietwantsen). Het geslacht werd voor het eerst wetenschappelijk beschreven door Ahmad in 1967.

## Soorten
Het genus bevat de volgende soorten:

- Tuberculiformia clavatus Ahmad, 1967
- Tuberculiformia constrictus Ahmad, 1967
- Tuberculiformia longicornis Ahmad, 1967
- Tuberculiformia pallida Ahmad, 1967
- Tuberculiformia subinermis (Blöte, 1934)